# Cyllopoda nigrivena
Cyllopoda nigrivena là một loài bướm đêm trong họ Geometridae.